# Borgata

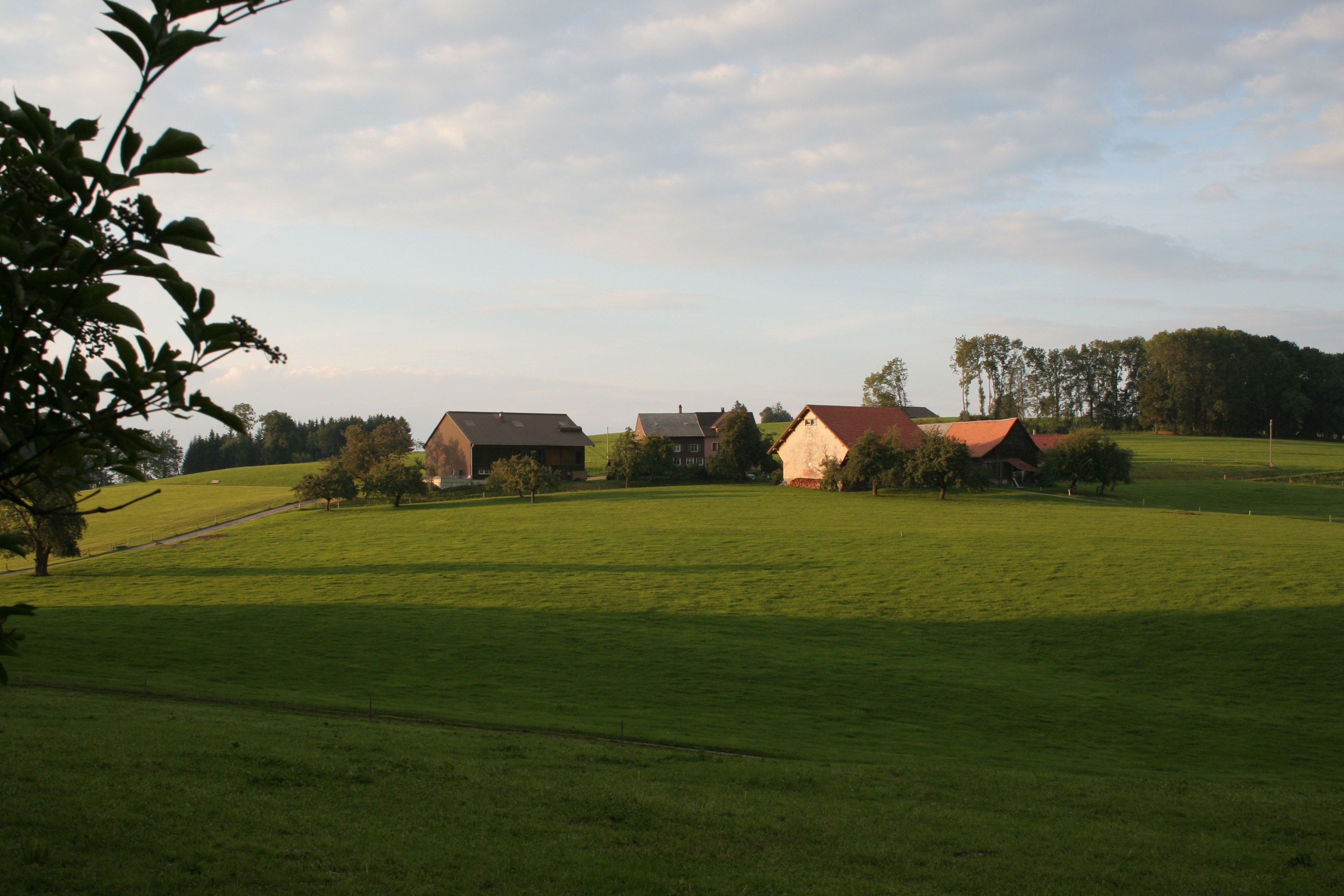
La borgata di Oberwil nel comune di Waldkirch (Svizzera).

Con borgata s'intende un insediamento rurale di dimensioni estremamente piccole, in pratica consistente in poche case, con un'economia essenzialmente basata sull'agricoltura. Il termine è pressoché equivalente all'inglese hamlet, al francese hameau e allo spagnolo aldea.

## Austria
In Austria il termine "borgata" (Marktgemeinde) si applica ai comuni a cui non sia stato conferito il titolo di città dove si tiene un mercato settimanale, ovvero il cosiddetto "comune mercato".

## Italia

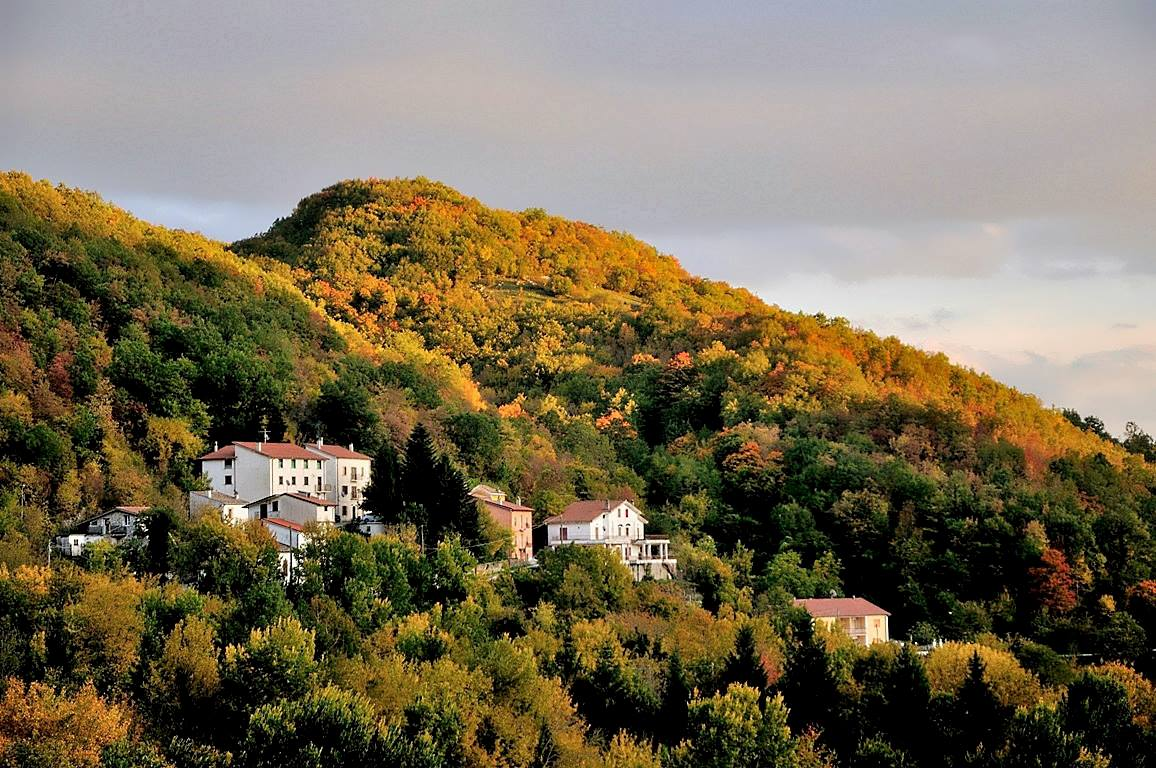
Borgata Collevecchio, frazione Casalcassinese, comune di Acquafondata (Fr)

La borgata in Italia, sebbene non definita giuridicamente, rappresenta l'entità minima con cui è possibile definire una località abitata (di meno ci sono solo le case sparse); nell'odonomastica è talvolta indicata come località e non è quasi mai segnalata da un cartello stradale.
In un caso specifico, quello delle borgate di Roma, il nome è un'alterazione di "borgo" che, con origine tedesca (burg), indicava il quartiere delle guardie svizzere a servizio del Papa e successivamente una serie di centri minori attorno alla città, dotati di un microclima sociale ben individuato. La borgata, almeno nelle aspettative dei suoi creatori (negli anni venti e trenta del XX secolo) avrebbe quindi voluto essere riconoscibile per certi aspetti caratteristici di spontaneità e vita semplice; dietro a questa lettura ideologica si tentava però di nascondere gli aspetti più degradati dell'agglomerato stesso, compresa l'alienazione sociale dalla vita pulsante del nucleo cittadino di Roma.
Così come a Roma, inoltre, anche a Torino il termine borgata è sinonimo di borgo o quartiere, soprattutto nelle aree periferiche della città sviluppatesi fra il XIX e il XX secolo (ad esempio Borgata Lesna, Borgata Rosa-Sassi, Borgata Vittoria). In Trentino-Alto Adige con il termine borgata (Marktgemeinde) s'intende invece un centro abitato che ha una posizione di preminenza sovracomunale, ovvero i cosiddetti "comuni mercato".

## Paesi Bassi
Nei Paesi Bassi i termini usato per indicare piccoli agglomerati sono gehucht o buurtschap. Un gehucht o buurtschap ha, rispetto a un dorp (villaggio), nessuna infrastruttura (cioè nessuna locanda, nessuna scuola, nessun negozio) e contiene spesso solo una strada, che porta lo stesso nome. Le case e le fattorie di un gehucht o di un buurtschap possono essere sparse. Sebbene ci siano forti somiglianze tra gehucht e buurtschap, le parole non sono intercambiabili. Un gehucht conta ufficialmente come luogo di residenza indipendente (ad es. Wateren), mentre un buurtschap fa ufficialmente parte di un altro luogo (ad es. Bartlehiem, parte di Wyns).

## Regno Unito
Nel Regno Unito gli hamlets non sono riconosciuti giuridicamente e sono definiti ecclesiasticamente come un villaggio o insediamento che non ha una chiesa, appartenendo quindi a una parrocchia di un altro villaggio o cittadina. Nell'uso moderno, si riferisce generalmente a un insediamento secondario in una parrocchia civile, subordinato alla località principale (se presente). Le borgate possono essere state formate attorno ad una singola fonte di attività economica, come una fattoria, un mulino, una miniera o un porto i quali impiegano la popolazione attiva residente. Alcune borgate, in particolare quelli che hanno una chiesa medievale, possono essere il risultato dello spopolamento di un villaggio. Il termine hamlet è stato utilizzato in alcune parti del paese per una suddivisione geografica di una parrocchia (che potrebbe o non potrebbe contenere un insediamento). Altrove, queste suddivisioni sono stati chiamati "township" o "tithings".
In Irlanda del Nord il comune toponimo irlandese baile è, talvolta, considerato equivalente al termine hamlet ("borgata") in inglese; tuttavia baile è più precisamente utilizzato in riferimento a quello che è conosciuto in inglese come un townland che è una località geografica, non un piccolo villaggio. Nelle Highlands scozzesi il termine clachan, di derivazione gaelica, può essere preferito al termine hamlet ("borgata"). In Scozia, il termine utilizzato più in generale è fermtoun, ma solamente nel caso specifico di un insediamento di case dei lavoratori agricoli.

## Romania
In Romania agglomerati di poche case sono chiamati cătunuri (singolare: cătun) e sono considerati legalmente villaggi e posti statisticamente nella stessa categoria. Sono sempre segnalati da un cartello e fanno parte di un comune.